# Merdø
Merdø er en ø i Arendal kommune og tidligere en udhavn ved Skagerrakkysten i Agder fylke i Norge. Merdø ligger syd for Arendal, mod havet ved indsejlingsfyrene Store og Lille Torungen.
Man regner med at Merdø fik fast bebyggelse i det 14. århundrede, og at bebyggelsen opstod i nær tilknytning til den øgende sejlskibstrafik i Skagerrak. Merdø er afmærket på alle gamle nederlandske søkort fra 1580 og var en af de vigtigste udhavne ved Skagerrak. Merdø havn ligger mellem øen Merdø og stedet Revesand på Tromøy, havneområdet kaldes også Revesandsfjorden. Havnen har to muligheder for ind- og udsejling, gennem Vestre Gabet eller Østre Gabet. På Merdø var der toldbod, lodsstation, skole og butik.
På Merdø ligger et vel bevaret gammelt skipperhus som i dag er Merdøgaard Skjærgårdsmuseum, som tilhører Aust-Agder kulturhistoriske senter i Arendal. Gravhøje fra jernalderen findes to steder på øen. Længst mod vest på Merdø ligger Gravene, en lokalitet som blev benyttet som gravplads for søfolk.
I det 19. århundrede levede folk af søfart, lodseri og fiskeri. I år 1900 var det 26 beboede huse med i alt 144 beboere. I begyndelsen af det 20. århundrede var sejlskibstiden slut, og der var ikke længere det samme behov for udhavnene. Toldstationen blev nedlagt i 1960, lodstationen i 1971 og postkontoret i 1975.
I 1900-tallet blev Merdø stadig mere og mere et ferie- og turiststed. Den gamle bebyggelse er i dag så godt som fraflyttet, men husene benyttes stadig som sommerboliger. Merdø har også en del hyttebebyggelse fra 1900-tallet. Merdø har flere fine badepladser med gode sandstrande, og er et populært udsflugtssted for folk i Arendals-området. Der går færger til og fra Merdø flere gange hver dag i sommersessonen. Et af selskaberne har også en helårsrute.
Stednavnet Merdø kommer sandsynligvis fra ordet «merd» som er et gammelnorsk ord for ruse (fiskeruse). Navnet viser til havnebassinet på øen som har form som en ruse med mundingen vestover og bunden mod øst. Havnen har god ankerbund og er nævnt i alle beskrivelser af Norskekysten.
Geologisk er Merdø en del av israndsmorænen Raet , og næsten hele Merdø indgår i Raet landskapsvernområde. Merdø har også en sjælden flora, men øen gror nu stadig mere til med løvskov og krat.
Forfatteren Jonas Lies roman Losen og hans hustru henter sit motiv fra Merdø. Den norske spillefilm Begyndelsen på en historie, med blandt andet Wenche Foss i en af hovedrollerne, foregår stort set på Merdø.